# Kalervo Toivonen
Kaarlo Kalervo Toivonen (* 22. Januar 1913 in Salo; † 25. Juli 2006 in Turku) war ein finnischer Speerwerfer, der um die Mitte der 1930er Jahre erfolgreich war.
Seinen einzigen internationalen Auftritt hatte er bei den Olympischen Spielen 1936 in Berlin, wo er mit 70,72 m Bronze gewann. Sowohl Toivonen als auch sein Landsmann Yrjö Nikkanen (Silber mit 70,77 m) und der deutsche Überraschungssieger Gerhard Stöck (Gold mit 71,74 m) profitierten von dem Umstand, dass Weltrekordler und Favorit Matti Järvinen nicht seinen besten Tag hatte und unter der 70-Meter-Marke blieb. 
In den darauf folgenden Jahren 1937 und 1938 erzielte Toivonen Saison-Bestleistungen von 71,05 bzw. 71,10 m. An den Europameisterschaften 1938 in Paris nahm er jedoch nicht teil. Seine Bestweite von 71,39 m warf er 1939. Bei finnischen Landesmeisterschaften belegte er 1936 bis 1938 sowie 1943 jeweils den dritten Platz im Speerwurf. Im Fünfkampf wurde er 1936 Zweiter.
Der ausgebildete Sportlehrer gehörte bei den Olympischen Spielen 1948 zum belgischen Trainerstab und betreute unter anderem Gaston Reiff und Étienne Gailly.